# Arandon
Arandon foi uma comuna francesa na região administrativa de Auvérnia-Ródano-Alpes, no departamento de Isère. Estendia-se por uma área de 12,22 km².
Em 1 de janeiro de 2017, passou a formar parte da nova comuna de Arandon-Passins.